# أليانت إنيرجي باور هاوس
أليانت إنيرجي باور هاوس (بالإنجليزية: Alliant Energy PowerHouse) سابقًا مركز فايف سيزونز (بالإنجليزية: Five Seasons Center) هي ساحة متعددة الأغراض تقع في منطقة وسط مدينة سيدار رابيدز، آيوا، الولايات المتحدة.